# Paul Darrow
Paul Darrow (Chessington, 2 mei 1941 - 3 juni 2019), geboren als Paul Valentine Birkby, was een Brits acteur en auteur.

## Biografie
Darrow doorliep het secundair onderwijs aan de Haberdashers' Aske's Boys' School in Borehamwood, hierna studeerde hij af aan de Royal Academy of Dramatic Art in Bloomsbury. Het acteren heeft hij geleerd aan de Bristol Old Vic Theatre School in Bristol
Darrow begon in 1963 met acteren in de televisieserie The Odd Man, waarna hij nog meerdere rollen speelde in televisieseries en films zoals Kerr Avon in Blake's 7.
Darrow was ook actief als auteur: in 1989 schreef hij de roman Avon: A Terrible Aspect en in 2006 kwam zijn autobiografie You're Him, Aren't You? uit.
Darrow trouwde in 1966 met actrice Janet Lees Price. In 2012 overleed zijn vrouw aan een longziekte.

## Filmografie

### Films
- 2008 H.P. Lovecraft Volume 2: Dreams of Cthulhu - The Rough Magik Initiative - als ??
- 2006 Battlespace - als Horondo de computer
- 2002 Die Another Day - als dokter
- 1980 Drake's Venture - als Thomas Doughty
- 1971 The Raging Moon - als dokter
- 1970 Mister Jerico - als receptionist
- 1964 Dr. Strangelove or: How I Learned to Stop Worrying and Love the Bomb - verteller

### Televisieseries
Uitgezonderd eenmalige gastrollen.
- 2009-2014 Law & Order: UK - als rechter Prentice - 7 afl.
- 2009 Emmerdale Farm - als Eddy Fox - 9 afl.
- 2000 The Strangerers - als C.D. - 6 afl.
- 2009 Emmerdale Farm - als Patrick - 3 afl.
- 1990 Making News - als George Parnell - 6 afl.
- 1985 Doctor Who - als Tekker - 2 afl.
- 1983 Dombey & Son - als James Carker - 8 afl.
- 1978-1981 Blake's 7 - als Kerr Avon - 51 afl.
- 1977 Rooms - als Peter Wishart - 3 afl.
- 1976 Killers - als Edward Abinger - 2 afl.
- 1976 Couples - als Ralph Hewitt - 6 afl.
- 1975 The Legend of Robin Hood - als Sheriff of Nottingham - 6 afl.
- 1974-1975 Within These Walls - als dr. Richard Green - 2 afl.
- 1973 Murder Must Advertise - als mr. Tallboy - 4 afl.
- 1970 Doctor Who - als kapitein Hawkins - 6 afl.
- 1969 Z Cars - als Jerry Shand - 2 afl.
- 1969 Coronation Street - als dokter - 2 afl.
- 1965-1966 Emergency-Ward 10 - als mr. Verity - 33 afl.

### Computerspellen
- 2015 Contradiction: The Interactive Murder Mystery Movie - Paul Rand
- 2011 Star Wars: The Old Republic - als Overseer Tremel
- 2006 Star Wars: Empire at War - als Grand Moff Tarkin
- 2005 MediEvil: Resurrection - als Zarok
- 2003 Primal - als Ferai Shaman
- 2001 Hostile Waters - als Walker
- 2000 Imperium Galactica II: Alliances - als Engelse stem
- 1998 MediEvil - als Zarok

- Bibliothèque nationale de France: cb15107192g (data)
- Gemeinsame Normdatei: 1018280626
- International Standard Name Identifier: 0000 0001 1471 7481
- Library of Congress Control Number: n88191747
- MusicBrainz: 95552614-fbdc-44ec-802e-2394c4737d97
- Virtual International Authority File: 45861539
- WorldCat: E39PBJjmQTDJF7YQkm39Qyrg8C